# John McCabe
Jonathan Charles McCabe III (Detroit, 14 novembre 1920 – Petoskey, 27 settembre 2005) è stato un biografo e docente statunitense.
Fu uno studioso di Shakespeare ed era noto come biografo del cinema: scrisse libri su James Cagney, Charlie Chaplin e George M. Cohan e fu l'unico biografo di Stan Laurel e Oliver Hardy, noti in Italia come Stanlio e Ollio.

## Biografia
Nato a Detroit il 14 novembre 1920, conobbe Stanlio e Ollio a Birmingham, alla fine del 1953, dopo uno dei loro spettacoli teatrali. L'idea di un libro sulla coppia nacque da questi primi, timidi incontri. Cominciò con due interviste a Oliver Hardy, le uniche esistenti del famoso comico. McCabe inoltre sarebbe stato amico e confidente di Stan Laurel nei suoi ultimi anni.
Pubblicato per la prima volta nel 1961, Mr.Laurel and Mr. Hardy fu un importante volume di storia del cinema sul quale si sono basate tutte le successive biografie della famosa coppia comica, e che praticamente contribuì alla rinascita dell'interesse della critica nei loro confronti. McCabe scrisse due nuove biografie individuali sulla coppia, The Comedy World of Stan Laurel (1974) e Babe: The Life of Oliver Hardy (1989). Un quarto libro, Laurel & Hardy (1975), fu scritto da McCabe assieme a Al Kilgore e Richard Bann.
Nel 1964 fu tra i fondatori del fanclub Sons of the Desert (Figli del deserto) e scrisse lo statuto assieme allo stesso Stan.
Morì il 27 settembre 2005, all'età di 84 anni.

## Vita privata
Per lungo tempo fu professore alla Lake Superior State University, nel Michigan.
Si sposò per quattro volte; la terza moglie fu Rosina Lawrence, partner di Laurel e Hardy in due film del 1937: I fanciulli del West e Scegliete una stella.